# Cambra Agrària Local de Palafrugell
La Cambra Agrària Local de Palafrugell va gestionavar tots els aspectes referents al món agrícola de Palafrugell i els agregats de Mont-ras i Regencós. L'11 d'agost de 1941 s'havia constituït la Hermandad Sindical Local de Labradores en el domicili de la Central Nacional Sindicalista a Palafrugell (llavors al carrer de Sant Sebastià 41), on també estaven inclosos els ramaders, i s'estableix com a àmbit d'actuació Palafrugell, Regencós i Mont-ras. Ocupava la presidència Facundo Puig Riembau, i la secretaria Juli Perxés. Una de les primeres actuacions és la d'aconseguir un magatzem de distribució de productes, que ja estava en funcionament l'agost de 1942.
La documentació va ser conservada per l'entitat al magatzem del carrer Nou (l'any 2018 es correspon al número 44) i a les oficines del carrer de la Tarongeta (l'any 2018 es correspon al número 54). Finalitzada la seva activitat el fons va ingressar a l'Arxiu Municipal de Palafrugell. Destaca, per ser la documentació més completa, la referent a la corresponsalia local de la Mutualitat Agrària, la que fa referència al control de la producció i de la maquinària, i la comptabilitat.